# سرسوبلپس
سرسوبلپس (یونانی: Kερσoβλέπτης؛ ۱ ژانویهٔ ۰۳۵۰ – ۱ ژانویهٔ ۰۴۰۰) فرمانروا اهل پادشاهی ادروسی بود. پسر کوتیس یکم، در تراکیه بود، که در مرگ او در سپتامبر ۳۶۰ قبل از میلاد تاج و تخت را به ارث برد.